# Boris Nikolajewitsch Jelzin

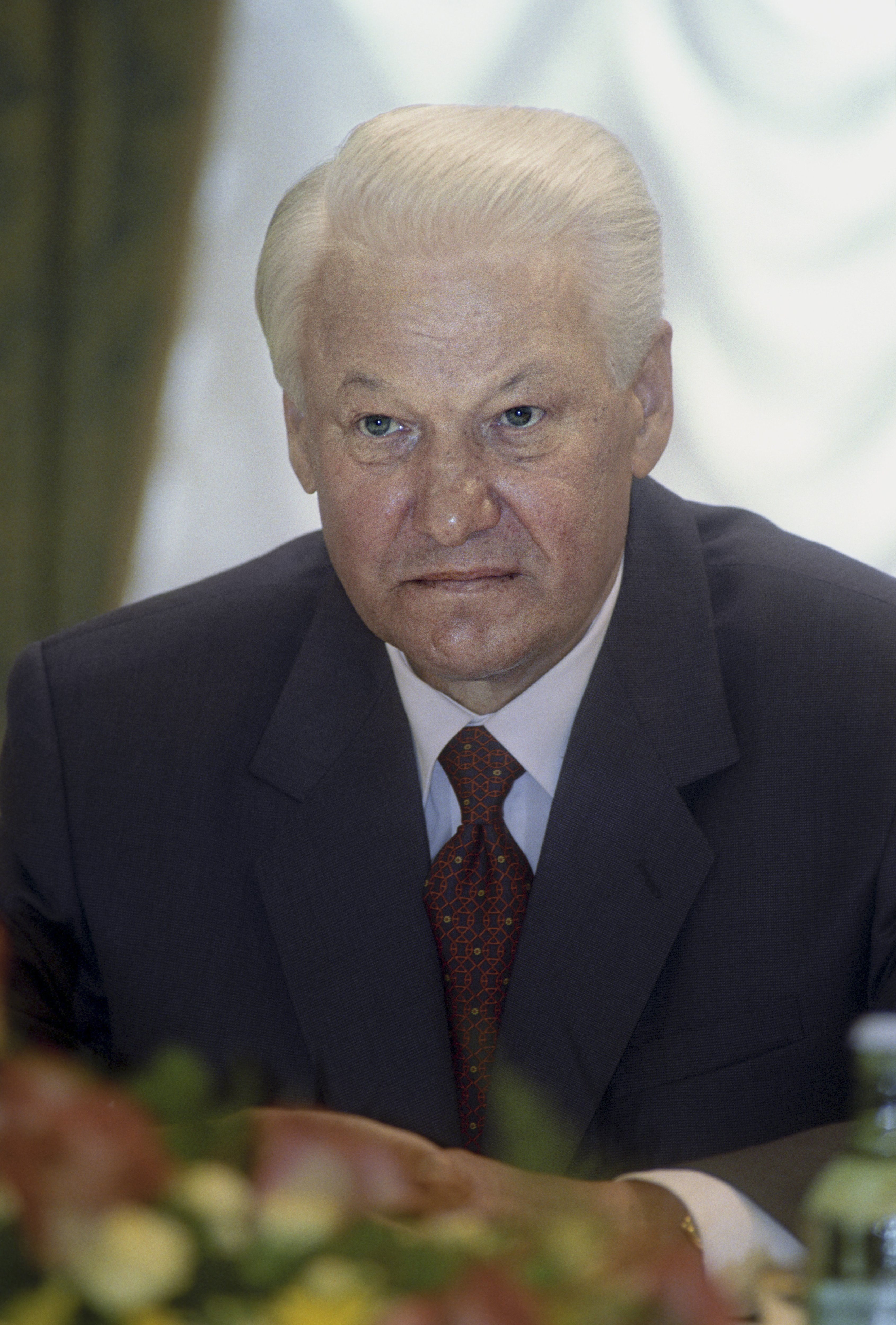
Boris Jelzin (1997)

Boris Nikolajewitsch Jelzin (russisch Борис Николаевич Ельцин anhörenⓘ, wiss. Transliteration Boris Nikolaevič El'cin; * 1. Februar 1931 in Butka, Ural-Oblast (heute Rajon Taliza, Oblast Swerdlowsk); † 23. April 2007 in Moskau) war ein sowjetischer bzw. russischer Politiker. Von 1991 bis 1999 war er der erste Präsident Russlands, das erste demokratisch gewählte Staatsoberhaupt in der Geschichte Russlands.

## Leben

### Herkunft
Boris Jelzin kam als ältester Sohn von Klawdja Wassiljewna, geborene Starygin, und Nikolaj Ignatjewitsch Jelzin im Dorf Butka im Ural zur Welt. Die Eltern waren Bauern. Jelzin wuchs mit zwei jüngeren Geschwistern auf.
Aus wirtschaftlicher Not musste die Familie einige Jahre später in die Stadt Beresniki ziehen. Um die Familie zu ernähren, arbeitete der Vater als Bauarbeiter, während die Mutter nachts zu Hause nähte. In Beresniki ging Jelzin zur Schule.
Während der Zeit des Zweiten Weltkrieges entwendeten der junge Jelzin und Kameraden zwei RGD-33 Handgranaten aus einem Munitionsdepot. Als Jelzin später die Granate auseinandernehmen wollte, um die Funktionsweise zu studieren, explodierte sie. Im Krankenhaus wurden ihm Zeigefinger und Daumen der linken Hand amputiert.

### Studium und Berufstätigkeit, Heirat
Von 1949 bis 1955 studierte Jelzin am Polytechnischen Institut des Urals in Swerdlowsk und schloss als Bauingenieur ab. Er wurde Chefingenieur und übernahm die Bauverwaltung des „Jushgorstroi“-Trusts.
Im Jahr 1956 heiratete er die Bauingenieurin Naina Iossifowna Girina, mit der er zwei Töchter bekam, 1957 Jelena und 1960 Tatjana.

### Parteikarriere
Im Jahr 1961 trat Jelzin in die KPdSU ein, 1963 wurde er Leiter des Wohnungsbaukombinats in Swerdlowsk. Von 1976 bis 1985 war er als erster Sekretär des Gebietskomitees Parteichef von Swerdlowsk. 1977 befahl Jelzin auf Anordnung des Moskauer Politbüros die Zerstörung des Ipatjew-Hauses, in dem 1918 der letzte russische Zar und seine Familie von Bolschewiki umgebracht worden waren. Das Haus wurde am 27. Juli 1977 über Nacht abgerissen.
Ein weiterer Schritt in seiner Parteikarriere war 1981 die Wahl ins Zentralkomitee der KPdSU, in dem er das Amt des Leiters der Abteilung für Bauangelegenheiten übernahm. Im Oktober 1985 wurde Jelzin zusätzlich 1. Sekretär des Stadtkomitees (Parteichef) von Moskau und Kandidat (nicht stimmberechtigtes Mitglied) des Politbüros. In Moskau setzte er sich persönlich gegen das Verschieben knapper Lebensmittel ein; er beendete die vorher übliche Praxis, halbfertige Mietskasernen bereits den Mietern zu übergeben, und rettete einige beliebte alte Gebäude vor dem drohenden Abriss. Anfang Mai 1986 berichtete er auf dem DKP-Parteitag in Hamburg als erster KPdSU-Politiker im Westen ausführlich über die Nuklearkatastrophe von Tschernobyl.
Er profilierte sich während der Perestroika als Radikalreformer und geriet dadurch sowohl mit Michail Gorbatschow als auch mit strukturkonservativen Kräften in der KPdSU in Konflikt. Schließlich verlor Jelzin seine bisherigen Ämter. Im November 1987 wurde er als Moskauer Parteichef abgelöst und im Februar 1988 von seinen Pflichten als Kandidat des Politbüros entbunden. Stattdessen war er bis 1989 1. Stellvertretender Vorsitzender der Staatlichen Baubehörde mit dem Rang eines Ministers. Auf dem XXVIII. Parteitag der KPdSU gab er am 12. Juli 1990 seinen Austritt aus der Partei bekannt.

### Erste Präsidentschaftswahl

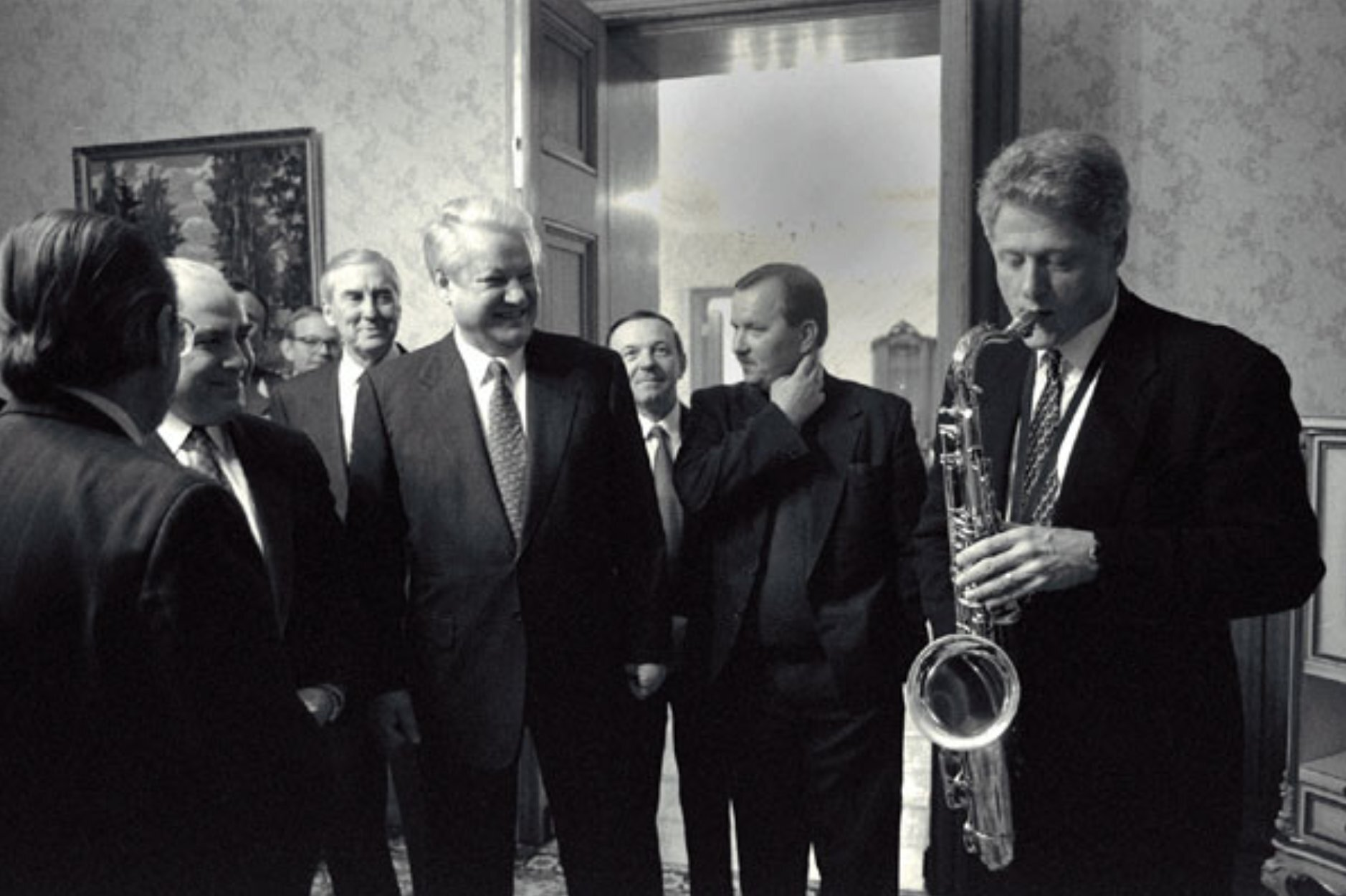
Jelzin verfolgt Bill Clintons Spiel am Saxophon (1994)

Bei den ersten demokratischen Wahlen im März 1989 wurde Jelzin Mitglied des Kongresses der Volksdeputierten der Sowjetunion. Im Wahlkreis Moskau erhielt er dabei 89 Prozent der Stimmen. Im Mai 1989 zog er auch in den Obersten Sowjet ein und bildete dort mit anderen Reformpolitikern die erste parlamentarische Oppositionsgruppe.
Am 12. Juni 1991 wurde Jelzin bei den ersten russischen Präsidentschaftswahlen zum Präsidenten der Russischen Teilrepublik (RSFSR) gewählt und war maßgeblich an der Auflösung der Sowjetunion beteiligt. Während des Augustputsches 1991 gegen Gorbatschow bezog er öffentlich Stellung gegen die Putschisten und verschanzte sich im Weißen Haus in Moskau, das von der Bevölkerung erfolgreich gegen Angriffe verteidigt wurde. Der Machtverfall der KPdSU und der Zerfall der Sowjetunion waren nun nicht mehr aufzuhalten. Im November 1991 erließ Jelzin ein Dekret, das die bisherige Staatspartei auf dem Gebiet der RSFSR verbot.
Er und seine Amtskollegen Leonid Krawtschuk (Ukraine) und Stanislau Schuschkewitsch (Belarus) erklärten am 8. Dezember 1991 in den Belowescher Vereinbarungen, dass die Sowjetunion „ihre Existenz beendet“ habe und gründeten die Gemeinschaft Unabhängiger Staaten (GUS). Jelzin war nunmehr Präsident eines unabhängigen Russlands.
Das Parlament der Ukraine hatte diese zuvor am 24. August 1991 für unabhängig erklärt; bei einem am 1. Dezember 1991 abgehaltenen Referendum bestätigte die Mehrheit der Wahlberechtigten diese Entscheidung (siehe Geschichte der Ukraine (seit 1991)).

### Präsidentschaft

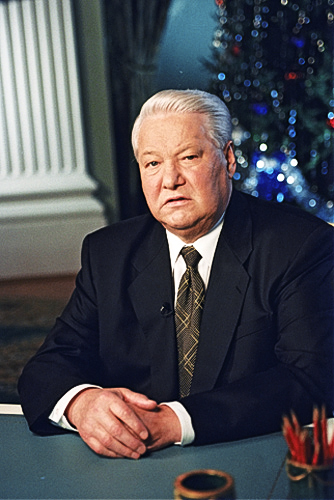
Jelzin während seiner Rücktrittsrede am 31. Dezember 1999

Boris Jelzin wurde bei der Präsidentschaftswahl am 12. Juni 1991 gewählt und 1996 wiedergewählt. Er war bis zu seinem Rücktritt am 31. Dezember 1999 im Amt, also insgesamt 8½ Jahre.
Im Laufe des Jahres 1991 stellte er ein Team aus Wirtschaftsreformern unter der Leitung von Jegor Gaidar zusammen. Diese entschieden sich, Polens „Schocktherapie“ als Modell für die Umstellung auf den Kapitalismus heranzuziehen. Im Oktober 1991 kündigte Jelzin eine Aufhebung aller Preiskontrollen mit 1. Januar 1992 an. Um die Inflation zu kontrollieren, wurden ein Austeritätsregime eingeführt und Staatsausgaben für das Sozialsystem und Förderungen gekürzt. Nach dem Beispiel der Tschechoslowakei wurde eine Coupon-Privatisierung durchgeführt, jedoch gelangten die an alle Bürger ausgegebenen Gutscheine für den Erwerb von Aktien ausgewählter Staatsunternehmen schnell an Zwischenhändler, die sie an die Nomenklatura weiterverkauften. Dies trug wesentlich zum Entstehen der postsowjetischen Oligarchie bei.
Früh kam es zu Verwerfungen in Jelzins Regierung. Der nationalistische, der Armee nahestehende Vizepräsident Alexander Ruzkoi kritisierte die Regierung für den „ökonomischen Völkermord“ und forderte ein hartes Vorgehen gegen tschetschenische Separatisten. Jelzin kam zunehmend in Konflikt mit dem Volksdeputiertenkongress (dem gewählten Parlament). In der Verfassungskrise 1993 löste er das Parlament, das sich seinen Wirtschaftsreformen widersetzt hatte, ohne Rechtsgrundlage auf. Daraufhin enthob das Parlament Jelzin seines Amtes und ernannte den bisherigen Vizepräsidenten Ruzkoi zum neuen Präsidenten. Jelzin setzte sich mit Hilfe des Militärs aber durch.
Gegen Ende seiner Regierungszeit geriet Russland in eine schwere Wirtschaftskrise, während der sich das Bruttonationaleinkommen halbierte. Ungeachtet aller innenpolitischen Probleme nahm Jelzin als erster russischer Präsident am G-7-Gipfeltreffen der westlichen Industrienationen am 8. Juli 1994 in Neapel teil. Die Wirtschaftsmisere ging weiter, unter anderem wegen des Rückgangs der Rohölpreise während der Asienkrise (1997/1998). Am 17. August 1998 war Russland zahlungsunfähig, sogar die Guthaben auf Privatkonten wurden eingefroren.
In Jelzins Amtszeit fiel auch der Erste Tschetschenienkrieg (1994 bis 1996).
Gerüchte über eine Alkoholkrankheit Jelzins gab es während seiner ganzen Amtszeit. So habe Jelzin 1994 in Berlin ein Orchester, welches anlässlich des Abzugs der russischen Truppen aus Deutschland spielte, in stark alkoholisiertem Zustand „dirigiert“ und sei auch bei öffentlichen Wahlkampfauftritten betrunken gewesen.
Am 31. Dezember 1999 erklärte Jelzin seinen Rücktritt, er übergab um 12 Uhr Moskauer Zeit die Regierungsgeschäfte an Ministerpräsident Wladimir Putin. Eine der ersten Amtshandlungen Putins garantierte Jelzin und seiner Familie dann die Freiheit vor Strafverfolgung (Amnestie).

### Späte Jahre

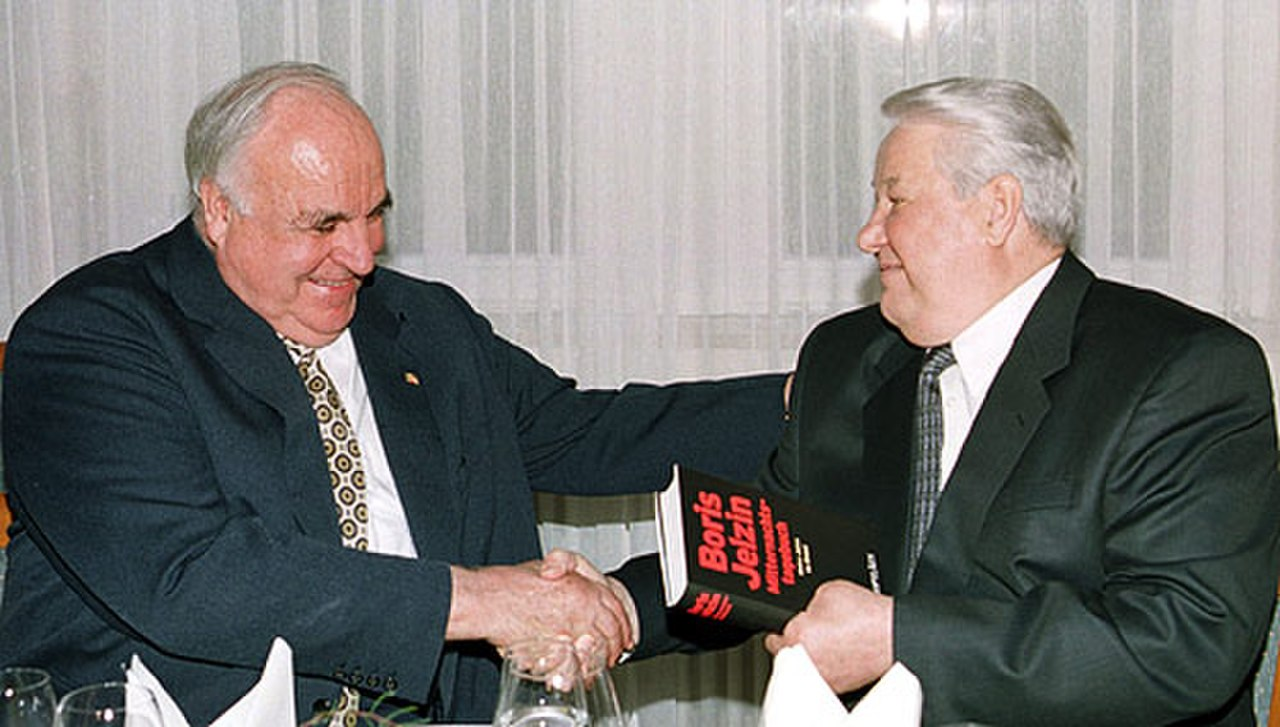
Alt-Bundeskanzler Helmut Kohl und Boris Jelzin 2000 auf der Frankfurter Buchmesse

Gesundheitlich war Jelzin bereits seit Ende seiner Amtszeit als russischer Präsident stark angeschlagen. Mehrere Herzinfarkte hatten in den 1990er Jahren Bypassoperationen notwendig gemacht.
Laut dem US-amerikanischen Politikwissenschaftler und US-Vizeaußenminister Strobe Talbott erzählte Jelzin vor seinem Tod ihm nahe stehenden Personen, dass es ein großer Fehler gewesen sei, Putin als seinen Nachfolger auszuwählen.

### Tod und Beisetzung

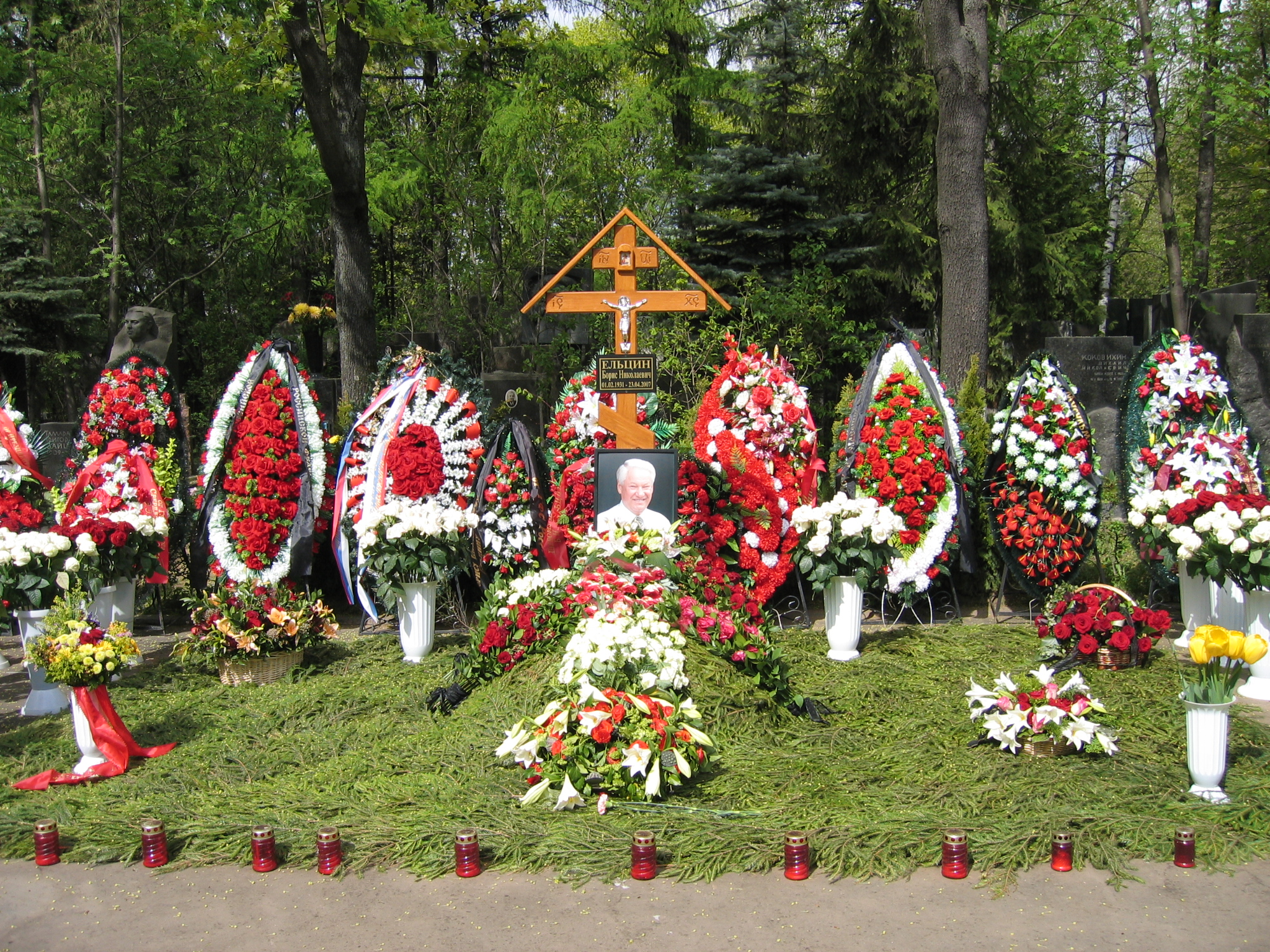
Jelzins Grab auf dem Nowodewitschi-Friedhof

Monumentaler Gedenkstein für Jelzin auf dem Friedhof (2008)

Jelzin starb am Nachmittag des 23. April 2007 um 15:45 Uhr im Alter von 76 Jahren im Moskauer Regierungskrankenhaus an Herzinsuffizienz. Mehr als 25.000 Trauernde zogen an seinem in der russisch-orthodoxen Christ-Erlöser-Kathedrale in Moskau aufgebahrten Sarg vorbei und erwiesen dem Toten die letzte Ehre.
Das Requiem wurde am 25. April 2007 in der Christ-Erlöser-Kathedrale abgehalten. Neben der russischen Prominenz um Wladimir Putin und Michail Gorbatschow waren unter anderem George Bush sen., Bill Clinton, John Major, Horst Köhler und EU-Außenkommissarin Benita Ferrero-Waldner anwesend. Die Zelebranten waren der Metropolit Juwenali von Krutizy und Kolomna, Metropolit Kyrill von Smolensk und Kaliningrad (der spätere Kyrill I.) und Metropolit Kliment von Kaluga und Borowsk. Im Anschluss an die Totenmesse wurde der Sarg auf einer Geschützlafette durch das Zentrum Moskaus zum Friedhof des Neujungfrauenklosters gefahren, wo Jelzin seine letzte Ruhe fand.
Es war das erste Staatsbegräbnis nach russisch-orthodoxem Ritus seit mehr als 100 Jahren. Auch in Jekaterinburg, wo er studiert hatte, und in seinem westsibirischen Heimatdorf Butka wurden Trauerfeiern zu Ehren Jelzins abgehalten. Die KP-Fraktion im russischen Parlament verweigerte am Tag der Beisetzung Jelzins eine Schweigeminute für den ersten Präsidenten des postsowjetischen Russlands mit der Begründung, dass man niemals den Zerstörer des Vaterlandes ehren werde.
In späteren Jahren wurde auf dem Friedhof des Neujungfrauenklosters nach Plänen seiner Witwe ein monumentaler Gedenkstein in den russischen Nationalfarben am Hauptweg aufgestellt.

## Auszeichnungen
1996 erhielt Jelzin den Deutschen Medienpreis in Baden-Baden. 2002 wurde ihm die Ehrenbürgerschaft der Stadt Jerewan verliehen.
2006 zeichnete ihn die lettische Präsidentin Vaira Vīķe-Freiberga mit dem höchsten Orden Lettlands für seine „historische Rolle“ bei der „Befreiung Lettlands“ aus.

## Einrichtungen, die Jelzins Namen tragen
Am 27. Mai 2009 wurde in einem Teil der ehemaligen Senats- und Synodengebäude im Zentrum Sankt Petersburgs durch den russischen Präsidenten Dmitri Medwedew die Bibliothek des Präsidenten B. N. Jelzin (Президентская библиотека имени Бориса Николаевича Ельцина) eingeweiht. Sie umfasst derzeit fast 40.000 Bücher zur russischen Geschichte, vom Zarentum über die Sowjetunion bis zum heutigen Russland.
In seiner Heimatstadt Jekaterinburg (im Ural) wurden eine Hauptstraße und die Technische Universität des Uralgebiets nach Jelzin benannt. In einem Boris-Jelzin-Zentrum des Uralgebiets werden zudem Schriftstücke, Bücher und Fotografien des ersten Präsidenten Russlands ausgestellt, die vor allem mit seinen Regierungsjahren in der Swerdlowsker Region zu tun haben.
Ferner soll in Jekaterinburg das Zentrum des historischen Erbes des ersten russischen Präsidenten Boris Jelzin eröffnet werden mit einer Außenstelle in Moskau. Das Zentrum, dem jährlich ein Budget von 1,225 Milliarden Rubel aus Föderationsgeldern zur Verfügung steht, soll auch ein Museum, eine öffentliche Bibliothek und ein Archiv erhalten.

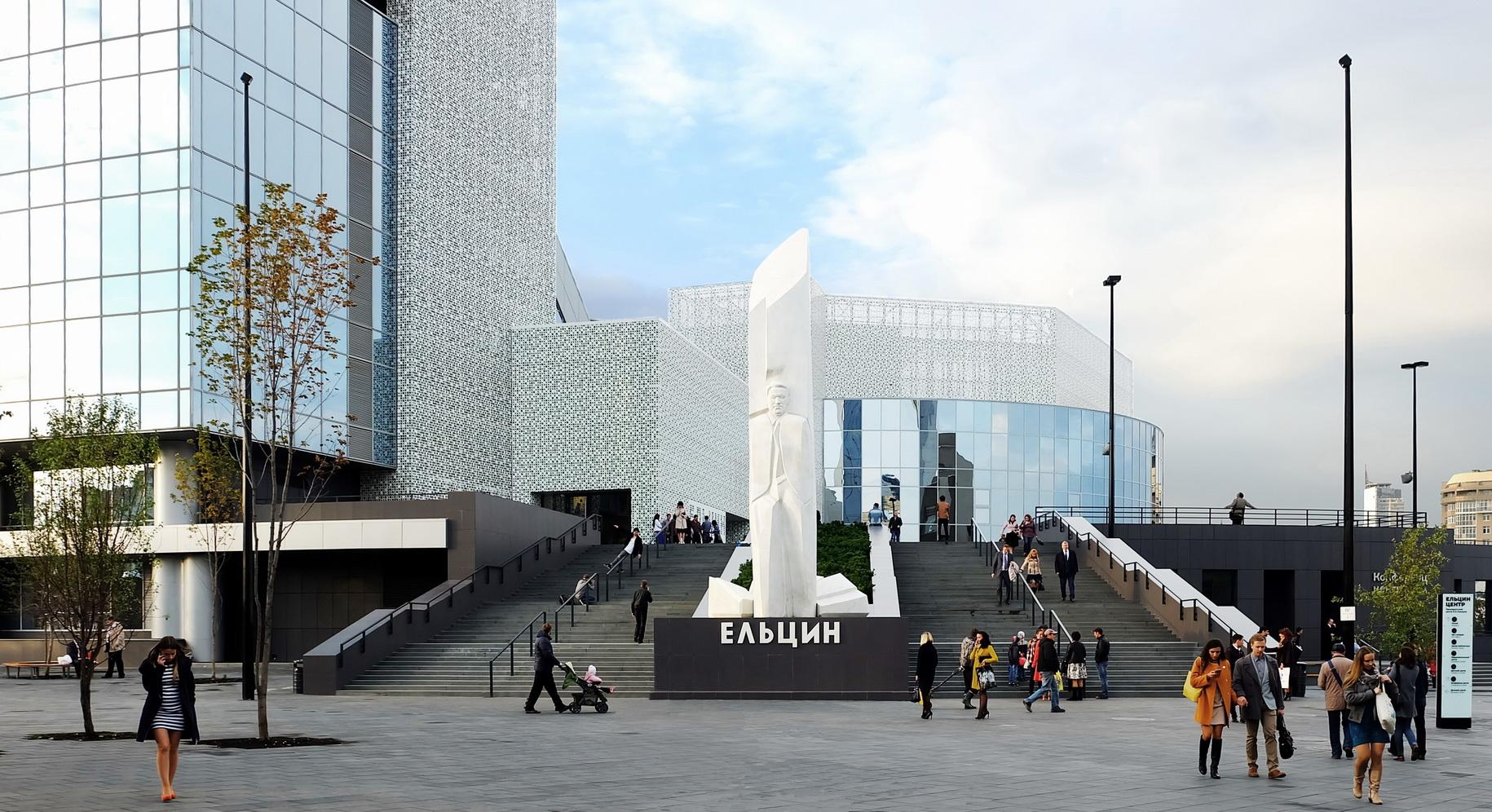
Jelzin-Statue

Seit 2011 gibt es in Jekaterinburg eine Jelzin-Statue. Die Einweihungszeremonie wurde vom damaligen russischen Präsidenten Dmitri Medwedew begangen.
Seit 2013 besteht das Boris-Jelzin-Denkmal in Tallinn.

## Veröffentlichungen
- Aufzeichnungen eines Unbequemen, aus dem Russischen von Annelore Nitschke. Droemer Knaur, München 1990, ISBN 3-426-26467-6.
- Die Alternative. Demokratie statt Diktatur. Mit weiteren Beiträgen von Ruslan Chasbulatow, Grigori Jawlinski und Viktor Jaroschenko (mit der Rede Jelzins „An die Bürger Rußlands“ vom 19. August 1991), Goldmann, München 1991.
- Auf des Messers Schneide. Tagebuch des Präsidenten. Siedler, Berlin 1994, ISBN 3-88680-520-4.
- Mitternachtstagebuch. Meine Jahre im Kreml. Propyläen, Berlin / München 2000, ISBN 978-3-5490-7120-5.